# بتا پوئیتین
بتا پوئیتین نام تجاری اریتروپویتین بتای نوترکیب انسانی است که توسط شرکت داروسازی سیناژن به صورت ماده بالک تولید شده و توسط شرکت داروسازی زهراوی فرمولاسیون نهایی و آماده مصرف و به بازار عرضه می‌شود. داروی بتاپوئیتین (اریتروپویتین نوع بتا) در ایران تولید شده‌است.

## توصیف
بتا پوئیتین یا اریتروپویتین بتای نوترکیب انسانی، گلیکوپروتئینی است که ساخت گلبولهای قرمز خون را تحریک می‌کند. این محصول که با استفاده از تکنولوژی DNA نوترکیب ساخته شده متشکل از ۱۶۵ اسید آمینه با وزن مولکولی حدود ۳۰ کیلو دالتون می‌باشد. اریتروپویتین نوترکیب انسانی با استفاده از سلول‌های پستانداران (سلول‌های مهندسی ژنتیک شده تخمدان هامستر چینی Chinese Hamster Ovary : CHO) که ژن اریتروپویتین انسانی در آن وارد شده تولید می‌شود و توالی آمینواسیدی در آن با اریتروپویتین طبیعی یکسان است. اریتروپویتین انسانی (EPO) یک هورمون گلیکوپروتئینی است که وظیفه تنظیم میزان گلبول‌های قرمز (اریتروسیت) را در خون پستانداران به عهده دارد. EPO بیشتر توسط کلیه‌هاوکمی توسط کبد تولید می‌شود و تولید و ترشح آن با کاهش سطح گلبول‌های قرمز خون و نیز کاهش اکسیژن رسانی به بافت‌ها تحریک شده و افزایش می‌یابد. EPO بر روی پیش سازهای اریتروسیت (اریتروئید) عمل می‌کند و عامل ایجاد تمایز در سلول‌های اریتروئید می‌باشد. تولید EPO در بدن در برخی شرایط پاتولوژیک (مثل آسیب پارانشیم کلیه که منجر به کم خونی با درجات مختلف می‌شود) کاهش می‌یابد. این هورمون از یک جزء پروتئینی و یک جزء کربوهیدرات تشکیل شده‌است.
بنابراین با تولید اریتروپویتین نوترکیب در رده‌های سلولی پستانداران (CHO) می‌توان از انجام اصلاحات پس از ترجمه (Post-Translational Modification) به اندازه مناسب بر روی پروتئین و در نتیجه حفظ کامل فعالیت بیولوژیک آن مطمئن شد.
مانند سایر هورمون‌های گلیکوپروتئینی، EPO به صورت مخلوطی از ایزوفرم‌های مختلف وجود دارد که تفاوت اصلی آن‌ها در نحوه گلیکوزیلاسیون آنهاست. ترکیب ایزوفرم‌های EPO با توجه به منبع تهیه آن (نمونه سرم یا ادرار) یا شرایط پاتوفیزیولوژیک فردی که از آن نمونه گرفته شده و نیز نوترکیب بودن یا طبیعی بودن EPO متفاوت است.

## دسته بندی دارویی
اریتروپویتین از دسته Cytokineها بوده و جزو داروهای ضد کم خونی Antianemic می‌باشد.

## شکل دارویی و قدرت اثر
آمپول تزریقی (۱ میلی لیتری) حاوی جزء فعال به صورت محلول شفاف تا کمی کدر، بیرنگ و بدون ذره، که هر آمپول حاوی دو هزار واحد بین‌المللی اریتروپویتین نوترکیب انسانی می‌باشد ( ۲۰۰۰IU/ml rhu EPO).

## طریقه مصرف
محلول را به دو صورت داخل وریدی و زیر جلدی می‌توان تزریق کرد. تزریق داخل وریدی باید به آهستگی و در مدت حداقل ۲ دقیقه انجام شود (مثل بیماران همودیالیزی که در آن‌ها تزریق داخل وریدی از طریق مجرای داخل رگی arterio-venous fistula در انتهای دیالیز صورت می‌گیرد.)
در بیمارانی که همودیالیز نمی‌شوند تجویز زیر جلدی ارجح است، چرا که از آسیب به وریدهای محیطی جلوگیری می‌کند.

## پیوندها
- CinnaGen وب‌گاه سیناژن
- Zahravi وب‌گاه زهراوی بایگانی‌شده  در ۲۳ فوریه ۲۰۰۹ توسط Wayback Machine